# 2017년 11월
| 2017년: 1월 · 2월 · 3월 · 4월 · 5월 · 6월 · 7월 · 8월 · 9월 · 10월 · 11월 · 12월 |

| \| 2017년 11월 1일 (수요일) \| \| 편집 \| |  |      |
| 정치 - 일본의 아베 신조 총리가 모든 8월 개각 때의 각료를 모두 재임용하여 4차 내각을 출범하였다. 아베 총리는 오늘 실시된 중의원·참의원 양원에서 실시된 선거를 통해 일본의 내각총리대신으로 재선출되었다. - 프랑스가 지난 2015년 11월 파리 테러로 발효된 비상 사태를 2년 만에 종료하였다. - 오스트레일리아의 스티븐 패리(Stephen Parry) 상원 의장이 이중 국적 문제로 상원 의장직과, 의원직을 사임한다고 밝혔다. 스포츠 - 2018년 동계 올림픽, 2018년 동계 올림픽 성화 봉송: 지난 10월 24일 그리스 올림피아에서 채화된 성화가 인천공항을 통해 대한민국으로 들어왔다. 성화는 순차적으로 대한민국 전역에서 봉송되며, 동계 올림픽 개막일에 맞추어 평창으로 옮겨질 예정이다. 사고 - 인도 우타르프라데시 주 의 한 석탄 화력 발전소에서 보일러가 폭발하는 사고가 발생, 최소 15명이 숨지고 100여 명이 부상을 입었다. |  |      |
| 2017년 11월 1일 (수요일) |  | 편집 |

| 2017년 11월 1일 (수요일) |  | 편집 |

| \| 2017년 11월 2일 (목요일) \| \| 편집 \| |  |      |
| 경제 - 도널드 트럼프 미국 대통령이 재닛 옐런 현 연방준비제도(Fed) 의장의 후임으로 제롬 파월(Jerome Powell) Fed 이사를 지명하였다. - 니콜라스 마두로 베네수엘라 대통령은 국영 기업 PDVSA의 만기가 돌아온 부채 약 11억 달러에 대하여 원금만 상환하고, 채무 재조정 요구를 하겠다고 밝혔다. 베네수엘라는 채권 거래가 막히는 등 강력한 금융제재를 받고 있으며, 하이퍼인플레이션으로 경제난에 처하였다. 지난 달부터 약 5억 9000만 달러의 원리금을 갚지 못했으나, 30일간의 유예기간으로 국가 부도는 면한 상태이다. 스포츠 - 2017년 월드 시리즈: 휴스턴 애스트로스가 7차전 마지막 경기에서 5:1로 로스앤젤레스 다저스를 꺾고, 창단 55년만에 첫 월드 시리즈 우승을 기록하였다. 시리즈 최우수선수(MVP)로는 조지 스프링어(George Springer) 선수가 선정되었다. 문화·예술 - 영국의 가명 예술가 뱅크시가 밸포어 선언 100주년을 맞아 이를 풍자한 작품을 베들레헴에 남겼다. 사고 - 대한민국 창원시 창원터널에서 윤활유 드럼통을 실은 화물차가 내리막길에서 중앙분리대를 추돌하고 폭발하는 사고가 발생하였다. 이로 인하여 3명이 숨지고, 한 명이 부상을 입었다. |  |      |
| 2017년 11월 2일 (목요일) |  | 편집 |

| 2017년 11월 2일 (목요일) |  | 편집 |

| \| 2017년 11월 3일 (금요일) \| \| 편집 \| |  |      |
| 국제 관계 - 11월 5일 도널드 트럼프 미국 대통령의 일본 방문에 앞서, 백악관 선임 고문이자 트럼프의 장녀인 이방카 트럼프가 일본을 방문하였다. 사회 - 태국에서 전통 등불 축제인 러이 끄라통(Loi Krathong)이 열렸다. 태국 태음력 12번째 보름날 열리는 축제로, 태국 전역에서 진행된다. 지난 해에는 푸미폰 아둔야뎃 국왕의 서거로 축제가 취소된 바가 있다. 정치 - 대한민국 자유한국당 홍준표 대표가 박근혜의 강제 출당을 발표하면서 사실상 박근혜가 당적에서 영구 제명되었다. |  |      |
| 2017년 11월 3일 (금요일) |  | 편집 |

| 2017년 11월 3일 (금요일) |  | 편집 |

| \| 2017년 11월 4일 (토요일) \| \| 편집 \| |  |      |
| 정치 - 중화인민공화국 공안부 공안부장에 자오커즈(趙克志) 허베이성 서기가 임명되었다. - 레바논의 사드 하리리 총리가 사우디아라비아 방문 중 텔레비전 연설을 통해 사임 의사를 밝혔다. 자신의 부친 라피크 하리리처럼 암살될 수도 있다는 위협을 느낀다고 밝혔으며, 이란의 내정 간섭 및 연계 세력인 헤즈볼라에 대해서 비난하였다. 이란 외교부는 중동의 긴장을 조성하기 위해 사임 발표의 배후에 사우디아라비아와 미국이 있다고 주장하였다. 법과 범죄 - 무하마드 빈 살만 알사우드가 이끄는 사우디아라비아 반부패 위원회가 알왈리드 빈 탈랄 왕세자를 비롯해 최소 11명의 왕자들과 전·현직 고위 공무원들을 부패 혐의로 체포하였다. 스포츠 - e스포츠 대회 리그 오브 레전드 월드 챔피언십 2017 결승에서 삼성 갤럭시가 3:0으로 SK텔레콤 T1을 꺾고 우승하였다. 결승전은 중화인민공화국 베이징 국가체육장에서 진행되었다. - 2017년 일본 시리즈: 후쿠오카 소프트뱅크 호크스가 6차전 경기에서 4:3으로 요코하마 DeNA 베이스타스를 꺾으며 일본 시리즈에서 우승하였다. 소프트뱅크의 투수 데니스 사파테가 최우수 선수(MVP)로 선정되었다. 재해 - 베트남에서 태풍 담레이로 인하여 최소 17명이 사망하였다. |  |      |
| 2017년 11월 4일 (토요일) |  | 편집 |

| 2017년 11월 4일 (토요일) |  | 편집 |

| \| 2017년 11월 5일 (일요일) \| \| 편집 \| |  |      |
| 무력 충돌·공격 - 서덜랜드스프링스 교회 총기 난사 사건: 미국 텍사스주 샌 안토니오 서덜랜드 스프링스(Sutherland Springs)의 한 교회에서 총격 사건이 발생하였다. 최소 27명이 숨지고, 30명이 부상을 입었다. - 예멘의 항구 도시인 아덴에서 차량을 이용한 자폭 테러가 발생해 최소 5명의 정부군이 숨졌다. - 이라크 키르쿠크의 한 시아파 모스크에서 자폭 테러가 발생해 최소 5명이 숨지고, 20명 이상이 부상을 입었다. 경제·비즈니스 - 패러다이스 페이퍼스(Paradise Papers): 국제탐사보도언론인협회(ICIJ)에서 전 세계의 부자와 고위 정치인, 대기업등이 조세피난처에 현금을 쌓아두거나 조세 회피를 한 사실을 폭로하는 문건을 발표하였다. 이 문건은 ICIJ에서 역외 금융 센터와 애플비(Appleby) 로펌 및 여러 기업 서비스 제공업체에서 유출된 문건 약 1,340만건을 영국방송공사(BBC) 등 95개 파트너들과 조사한 결과이다. 국제 관계 - 도널드 트럼프 미국 대통령이 아시아 5개국 순방에 나선다. 트럼프 대통령은 일본, 대한민국, 중화인민공화국, 베트남, 필리핀을 순차적으로 방문한다. 부고 - 대한민국의 법조인 변정수가 87세를 일기로 숨졌다. 대한민국 헌법재판소 1기 재판관 중 한 명이다. |  |      |
| 2017년 11월 5일 (일요일) |  | 편집 |

| 2017년 11월 5일 (일요일) |  | 편집 |

| \| 2017년 11월 6일 (월요일) \| \| 편집 \| |  |      |
| 부고 - 대한민국 합참의장과 국방부 장관을 지낸 윤성민 예비역 육군 대장이 92세를 일기로 별세했다. - 서울고등검찰청 검사인 변창훈이 국가정보원 직원에 대한 위증 교사 혐의로 구속영장이 청구되어 영장실질심사를 30분 앞두고 자살했다. |  |      |
| 2017년 11월 6일 (월요일) |  | 편집 |

| 2017년 11월 6일 (월요일) |  | 편집 |

| \| 2017년 11월 7일 (화요일) \| \| 편집 \| |  |      |
| 국제 관계 - 한미 관계: 대한민국 문재인 대통령과 미국의 도널드 트럼프 대통령이 청와대에서 정상회담을 갖고, 한미 자유 무역 협정(한미FTA), 조선민주주의인민공화국 핵 문제 등을 논의하였다. 트럼프 대통령은 조지 H. W. 부시 대통령 이후 25년만에 국빈으로 방한하였다. - 시리아가 파리 협정에 가입 의사를 밝혔다. 이로써 불참하는 국가는 미국만 남았다. 문화 - 대한민국 국가기록원은 청주가 국제기록유산센터(ICDH, International Center for Documentary Heritage)를 유치하였다고 밝혔다. 유네스코는 6일 프랑스 파리 본부에서 회의를 갖고, 청주 유치를 확정하였다. 사회 - 대한민국 법무부가 마지막으로 치러진 제59회 사법 고시 최종 합격자 55명을 발표하였다. 부고 - 미국 메이저 리그에서 투수로 활동했던 로이 할러데이가 경비행기 사고로 숨졌다. 할러데이는 2003년과 2010년 두 차례 사이 영 상을 수상했으며, 2010년 역대 20 번째 퍼펙트 게임을 기록한 바 있다. |  |      |
| 2017년 11월 7일 (화요일) |  | 편집 |

| 2017년 11월 7일 (화요일) |  | 편집 |

| \| 2017년 11월 8일 (수요일) \| \| 편집 \| |  |      |
| 국제 관계 - 대한민국의 문재인 대통령이 동남아시아를 순방한다. 인도네시아, 베트남, 필리핀을 순차적으로 방문한다. 재해 - 파푸아뉴기니의 도시 앙고람(Angoram)의 남서쪽 67 km 해상에서 모멘트 규모 6.5의 지진이 발생하였다. 부고 - 대한민국의 시인 조정권이 68세를 일기로 숨졌다. |  |      |
| 2017년 11월 8일 (수요일) |  | 편집 |

| 2017년 11월 8일 (수요일) |  | 편집 |

| \| 2017년 11월 9일 (목요일) \| \| 편집 \| |  |      |
| 국제 관계 - 문재인 대통령과 조코 위도도 대통령이 정상회담을 갖고 대한민국-인도네시아 관계를 전략적 동반자 관계에서 특별 전략적 동반자 관계로 격상하였다. 경제·비즈니스 - 미국 법무부는 AT&T가 CNN부터 매각해야 타임워너 합병을 승인할 수 있다고 밝혔다. |  |      |
| 2017년 11월 9일 (목요일) |  | 편집 |

| 2017년 11월 9일 (목요일) |  | 편집 |

| \| 2017년 11월 10일 (금요일) \| \| 편집 \|                                                 |  |      |
| 경제 - 베트남의 다낭에서 APEC 경제 지도자 회의가 열렸다. 회의는 10일·11일 양일간 진행된다. |  |      |
| 2017년 11월 10일 (금요일)                                                                  |  | 편집 |

| 2017년 11월 10일 (금요일) |  | 편집 |

| \| 2017년 11월 11일 (토요일) \| \| 편집 \| |  |      |
| 국제 관계 - 베트남의 다낭에서 열린 APEC 경제 지도자 회의에서 환태평양 경제 동반자 협정 11개 회원국이 협정의 주요 사항에 대하여 합의하였다. 경제·비즈니스 - 중화인민공화국에서 광군제(光棍節) 행사가 진행되었다. 광군제는 중화인민공화국판 블랙프라이데이 행사로, 날짜는 양력 11월 11일로 고정되어있다. |  |      |
| 2017년 11월 11일 (토요일) |  | 편집 |

| 2017년 11월 11일 (토요일) |  | 편집 |

| \| 2017년 11월 12일 (일요일) \| \| 편집 \| |  |      |
| 무력 충돌·공격 - 중앙아프리카 공화국의 방기에서 열린 평화콘서트에서 수류탄 공격이 발생하였다.이로 인하여 최소 7명이 숨지고, 20명이 부상을 입었다. 정치 - 슬로베니아의 대통령: 보루트 파호르 대통령이 결선투표에서 53.1 %의 득표율로 재선하였다. 앞서 파호르 대통령이 10월 22일 치러진 1차 투표에서 47.08 %의 득표율을 기록하였으나, 과반에 미치지 못하여 이번 결선투표가 치러졌다. 사고 - 브라질 리우데자네이루의 한 댄스파티장에서 총격전이 발생해 최소 7명이 숨졌다. - 인도 안드라프라데시주의 크리슈나강에서 관광선이 전복되는 사고가 발생해 최소 16명이 숨졌다. 재해 - 2017년 케르만샤 지진: 이라크와 이란의 국경지대에서 모멘트 규모 7.2의 강진이 발생하였다. 이라크 쪽 할라브자, 이란 쪽 케르만샤 주에서 발생한 이 지진으로 인하여 최소 67명이 숨지고, 450명 이상이 부상을 입었다. |  |      |
| 2017년 11월 12일 (일요일) |  | 편집 |

| 2017년 11월 12일 (일요일) |  | 편집 |

| \| 2017년 11월 13일 (월요일) \| \| 편집 \| |  |      |
| 국제 관계 - 2017년 판문점 조선인민군 병사 귀순 총격 사건: 조선민주주의인민공화국의 조선인민군 병사 1 명이 판문점을 통해 대한민국으로 귀순하였다. 조선인민군 측의 총격으로 병사가 부상을 입었으며, 양국 간의 교전은 없었다. 총상을 입은 병사는 아주대학교 의료원으로 후송되어 치료를 받았다. - 필리핀의 수도 마닐라에서 제31차 동남아시아 국가 연합(ASEAN, 아세안) 정상회의가 개막하였다. 회의는 13일과 14일 양일간 진행되며, 아세안+3 정상회의 및 동아시아정상회의 등을 통해 참석하는 국가들이 정상회담을 갖는다. 스포츠 - 2018년 동계 올림픽: 국제 연합(UN) 뉴욕 본부에서 열린 유엔 총회에서 올림픽 휴전결의안이 채택되었다. 올림픽 휴전결의안은 1993년 부터 2년마다 채택되고 있다. 재해 - 2017년 케르만샤 지진: 이라크와 이란 국경지대에서 일어난 지진 피해가 확대되고 있다. 최소 340 명이 사망하고, 약 4,000 명 이상이 부상을 입은 것으로 추정된다. 지진 피해를 입은 곳이 오지(奧地)인 까닭으로 인명 피해는 더 늘어날 것으로 보인다. |  |      |
| 2017년 11월 13일 (월요일) |  | 편집 |

| 2017년 11월 13일 (월요일) |  | 편집 |

| \| 2017년 11월 14일 (화요일) \| \| 편집 \| |  |      |
| 국제 관계 - 신임 조윤제 주 미국 대한민국 대사(주미대사)가 취임하였다. 조 대사는 앞서 8월 30일 임명되고, 지난 달 25일 주미대사 신임장을 받았다. 정치 - 2017년 짐바브웨 쿠데타: 짐바브웨에서 군부 쿠데타가 발생하였다. 장기 집권 중인 로버트 무가베 대통령이 부인인 그레이스 무가베(Grace Mugabe)에 권력을 넘기기 위하여, 에머슨 음낭가과(Emmerson Mnangagwa) 부통령 경질 등, 군 출신 정치인들에 대한 숙청 단행 등이 쿠데타 원인으로 알려졌다. 사고 - 미국 캘리포니아주의 란초 테하마(Rancho Tehama Reserve)에서 총기 난사로 최소 5명이 숨지고, 2명이 부상을 입었다. 재해 - 2017년 이란·이라크 지진: 지진 피해자가 최소 530명 사망, 8,100 명으로 늘었다. |  |      |
| 2017년 11월 14일 (화요일) |  | 편집 |

| 2017년 11월 14일 (화요일) |  | 편집 |

| \| 2017년 11월 15일 (수요일) \| \| 편집 \| |  |      |
| 사회 - 대한민국 교육부는 포항 지진과 관련하여 16일 치러질 예정이던 대학수학능력시험은 23일로 연기하고, 관련 일정을 모두 조정할 것이라고 밝혔다. 예술 - 미국 뉴욕의 크리스티스 경매에서 레오나르도 다빈치의 작품 '살바토르 문디'(구세주)가 4억 5,030만 달러에 낙찰되며, 미술품 경매 최고가를 기록하였다. 이전의 최고가 작품은 파블로 피카소의 '알제의 여인들'(Les Femmes d'Alger)로, 지난 2015년 5월의 경매에서 1억 7,940만달러에 낙찰된 바 있다. 재해 - 2017년 포항 지진: 대한민국 포항시에서 모멘트 규모 5.4의 지진이 발생하였다. 이로 인하여 최소 10명이 부상을 입었으며, 여러 건물에서 외벽 붕괴 등의 피해가 발생하였다. |  |      |
| 2017년 11월 15일 (수요일) |  | 편집 |

| 2017년 11월 15일 (수요일) |  | 편집 |

| \| 2017년 11월 16일 (목요일) \| \| 편집 \| |  |      |
| 정치와 선거 - 캄보디아의 대법원이 제1야당 캄보디아구국당(Cambodia National Rescue Party, CNRP)을 대법관 9명의 만장일치로 해산 결정하였다. 이에 따라 정당의 강제 해산과 동시에, 소속 의원 118명은 향후 5년간 정치 활동을 할 수 없게 되었다. 스포츠 - 일본의 도쿄 돔에서 2017년도 아시아 프로야구 챔피언십(APBC)이 개막하였다. - 세계반도핑기구(WADA)가 러시아반도핑기구(RUSADA)의 자격 정지를 유지하기로 결정하였다. 세계반도핑기구는 지난 2015년 11월 러시아 육상 선수들의 조직적인 도핑 조작에 대해 적발하고, 러시아반도핑기구의 자격을 정지하였다. 세계반도핑기구는 러시아의 약물 검사가 많이 개선되었지만, 요구사항인 맥라렌 보고서(McLaren Report) 인정과 소변 검사 샘플 공개가 이행되지 않아, 아직은 부족하다고 밝혔다. 한편 러시아에 대한 2018년 동계 올림픽 참가 여부는 12월 5일 스위스 로잔에서 결정된다. 사고 - 대한민국 서울특별시 서울교대의 체육관 건물 신축현장에서 화재가 발생하였다. 서초소방서 등에서 10여대의 소방차가 출동해 화재를 진압하였으며, 인명 피해는 발생하지 않았다. |  |      |
| 2017년 11월 16일 (목요일) |  | 편집 |

| 2017년 11월 16일 (목요일) |  | 편집 |

| \| 2017년 11월 17일 (금요일) \| \| 편집 \| |  |      |
| 무력 충돌·공격 - 이라크 내전 (2014년 - 현재): 이라크 정부군이 이라크 레반트 이슬람 국가(IS)의 마지막 점거지인 라와(Rawa)를 탈환하였다고 밝혔다. 사고 - 아르헨티나에서 잠수함 산후안 호(ARA San Juan (S-42))가 교신이 끊기며 이틀째 실종 상태이다. 아르헨티나 해군은 16일 부터 구축함 등을 동원하여 수색 중이라고 밝혔다. |  |      |
| 2017년 11월 17일 (금요일) |  | 편집 |

| 2017년 11월 17일 (금요일) |  | 편집 |

| \| 2017년 11월 18일 (토요일) \| \| 편집 \|                                   |  |      |
| 재해 - 중국 티베트 자치구의 린즈 시에서 모멘트 규모 6.3의 지진이 발생하였다. |  |      |
| 2017년 11월 18일 (토요일)                                                    |  | 편집 |

| 2017년 11월 18일 (토요일) |  | 편집 |

| \| 2017년 11월 19일 (일요일) \| \| 편집 \| |  |      |
| 국제 관계 - 중화인민공화국 중국공산당의 대외연락부는 지난 17일 쑹타오(宋涛) 대외연락부장과 조선민주주의인민공화국의 최룡해 조선노동당 부위원장이 회담을 갖고, 양당 및 양국의 현안에 대하여 논의하였다고 밝혔다. |  |      |
| 2017년 11월 19일 (일요일) |  | 편집 |

| 2017년 11월 19일 (일요일) |  | 편집 |

| \| 2017년 11월 20일 (월요일) \| \| 편집 \| |  |      |
| 국제 관계 - 2017년 판문점 조선인민군 병사 귀순 총격 사건: 지난 11월 13일 대한민국으로 귀순한 조선인민군 병사가 의식을 회복한 것으로 알려졌다. - 미국의 도널드 트럼프 대통령이 조선민주주의인민공화국을 테러 지원국에 재지정한다고 밝혔다. 이는 2008년 10월 해제 조치 이후 9년만에 재지정하는 것이다. |  |      |
| 2017년 11월 20일 (월요일) |  | 편집 |

| 2017년 11월 20일 (월요일) |  | 편집 |

| \| 2017년 11월 21일 (화요일) \| \| 편집 \| |  |      |
| 정치 - 2017년 짐바브웨 쿠데타: 로버트 무가베 대통령이 사임서를 제출하고 하야하였다. 제이컵 무덴다(Jacob Mudenda) 짐바브웨 의회 의장은 무가베 대통령의 사임서를 제출을 확인하고, 탄핵 절차가 중단되었다고 밝혔다. 집권당 짐바브웨 아프리카 민족 연맹 - 애국 전선(ZANU-PF)이 제시한 자진 퇴임 시한(전날)이 경과함에 따라, 이날 오후 의회에서는 탄핵 논의가 시작, 진행 중이었다. 스포츠 - 2017 나스카(NASCAR) 컵 시리즈에서 마틴 트룩스 주니어(Martin Truex Jr.) 가 우승하였다. 재해 - 인도네시아의 아궁 산이 54년만에 분화(噴火)하였다. 지역 당국에 의해 화산 인근지역의 주민 약 3만 여명이 대피한 상태이다. 1963년 당시에는 약 1천 여명의 주민이 화산 활동으로 인하여 숨진 바 있다. |  |      |
| 2017년 11월 21일 (화요일) |  | 편집 |

| 2017년 11월 21일 (화요일) |  | 편집 |

| \| 2017년 11월 22일 (수요일) \| \| 편집 \| |  |      |
| 국제 관계 - 2017년 판문점 조선인민군 병사 귀순 총격 사건: 유엔사령부(UNC)가 지난 11월 13일 귀순 당시의 상황이 담긴 CCTV 영상을 공개하였다. - 미얀마의 로힝야족 박해: 렉스 틸러슨 미국 국무장관이 미얀마 정부군의 로힝야족 반군 소탕작전을 인종 청소로 규정한다는 성명을 내고, 관련된 책임자들에 대한 제재도 경고하였다. 한편 미국 상원에는 지난 11월초 존 매케인 상원 군사위원장이 대표 발의한 미얀마에 대한 제재안이 상정되어있는 상태이다. 사고 - 미국의 항공모함 USS 로널드 레이건 (CVN-76)호의 함재인 C-2 그레이하운드 1기가 일본 오키노도리시마 인근 해상에 추락하는 사고가 발생하였다. 탑승자 중 8명은 구조되었으며, 3명은 실종된 것으로 알려졌다. |  |      |
| 2017년 11월 22일 (수요일) |  | 편집 |

| 2017년 11월 22일 (수요일) |  | 편집 |

| \| 2017년 11월 23일 (목요일) \| \| 편집 \| |  |      |
| 사회 - 2018학년도 대학수학능력시험: 대한민국 전역에서 대학수학능력시험(수능)이 실시되었다. 수능 시험은 본래 11월 16일이 예정일이었으나, 바로 전날 발생한 포항 지진의 피해 여파로 1주일 연기되었다. |  |      |
| 2017년 11월 23일 (목요일) |  | 편집 |

| 2017년 11월 23일 (목요일) |  | 편집 |

| \| 2017년 11월 24일 (금요일) \| \| 편집 \| |  |      |
| 무력 충돌· 공격 - 2017년 비르알아베드 테러: 이집트 샤말시나 주(북시나이 주)의 한 모스크에서 폭탄·총격 테러가 발생해 최소 235명이 사망하고, 109명이 부상을 입었다. 정치 - 2017년 짐바브웨 쿠데타: 에머슨 음낭가과(Emmerson Mnangagwa)가 대통령에 취임하였다. 법과 범죄 - 대한민국 헌법재판소: 헌법재판소장에 이진성 헌법재판관이 임명되었다. 이로써 지난 1월 31일 박한철 소장의 퇴임이후 약 10개월(297일) 만에 권한대행 체재가 끝났다. 재해 - 대한민국 인천광역시 옹진군 연평도 남서쪽 76㎞ 해상에서 2.6 규모의 지진이 발생하였다. 기상청 이로인한 지진피해는 없을 것으로 예상된다고 밝혔다. |  |      |
| 2017년 11월 24일 (금요일) |  | 편집 |

| 2017년 11월 24일 (금요일) |  | 편집 |

| \| 2017년 11월 25일 (토요일) \| \| 편집 \| |  |      |
| 사회 - 조지 H.W. 부시 전 미국 대통령이 93세 166일로, 미국 역사상 가장 장수하고 있는 대통령이 되었다. 이전까지 가장 장수한 대통령은 2006년 숨진 제럴드 포드(93세 165일)이다. 부시 전 대통령은 1988년 미국 대통령 선거에서 당선되어 대통령직을 수행하였으며, 1992년 미국 대통령 선거에서는 빌 클린턴에 밀리면서 재선은 실패하였다. 법과 범죄 - 박근혜-최순실 게이트: 정유라의 자택에 괴한이 침입했다. 함께 있던 지인이 괴한이 휘두른 흉기에 부상을 입어 병원으로 옮겨졌다. 재해 - 지난 11월 21일 54년만에 분화한 인도네시아의 아궁 산이 나흘 만에 다시 분화하였다. 이로 인하여 항공편 21편이 결항되었다. |  |      |
| 2017년 11월 25일 (토요일) |  | 편집 |

| 2017년 11월 25일 (토요일) |  | 편집 |

| \| 2017년 11월 26일 (일요일) \| \| 편집 \| |  |      |
| 무력 충돌·공격 - 2017년 비르알아베드 테러: 테러로 인한 사망자가 305명, 부상자는 128명으로 늘었다. 스포츠 - KBO 리그(한국프로야구)의 야구단 롯데 자이언츠가 손아섭 선수와 4년 총액 98억 원을 조건으로 자유계약(FA)을 맺었다고 밝혔다. 사고 - 중화인민공화국 저장성 닝보시의 한 공장에서 폭발 사고가 발생, 30여 명의 사상자가 발생하였다. 재해 - 2017년 포항 지진: 중앙재난안전대책본부가 흥해초등학교의 개축 비용 128억원을 비롯하여, 피해를 입은 44개 학교에 대하여 내진 보강 비용 등으로 총 280억원을 지원한다고 밝혔다. |  |      |
| 2017년 11월 26일 (일요일) |  | 편집 |

| 2017년 11월 26일 (일요일) |  | 편집 |

| \| 2017년 11월 27일 (월요일) \| \| 편집 \| |  |      |
| 국제 관계 - 교황 프란치스코가 3박 4일간의 일정으로 미얀마를 방문하였다. 양곤에 도착해 로힝야족 박해와 관련해 아웅 흘라힝(Min Aung Hlaing) 미얀마군 최고사령관과 면담하였다. 법과 범죄 - 대한민국 국민권익위원회에서 부정청탁 및 금품등 수수의 금지에 관한 법률(약칭: 청탁 금지법, 일명 김영란 법)의 시행령 개정안이 부결되었다. 사회 - 영국 왕실이 해리 왕자와 미국 배우 메건 마클이 약혼하였으며, 내년 봄 결혼 예정이라고 밝혔다. 재해 - 2017년 이란·이라크 지진: 중상자가 숨지고, 주민들이 임시 매장한 사망자 등이 확인되며, 지진으로 인한 사망자 수가 최소 483명으로 늘어났다. - 아궁 산의 화산 활동에서 발생한 화산재로 인하여 발리 국제공항의 24시간 폐쇄가 결정되었다. |  |      |
| 2017년 11월 27일 (월요일) |  | 편집 |

| 2017년 11월 27일 (월요일) |  | 편집 |

| \| 2017년 11월 28일 (화요일) \| \| 편집 \| |  |      |
| 정치 - 대한민국 문재인 대통령이 청와대 정무수석에 한병도 정무비서관을 승진 임명하였다. 정무수석은 대통령 비서실장의 공석시 이를 대리하는 선임 수석비서관이다. 사회 - 오스트레일리아(호주) 인근 바다에서 고래잡이를 하는 일본 포경선 영상이 공개되었다. 해당 영상은 2008년 호주 세관당국에 의해 촬영되었는데, 일본과의 관계 악화를 우려한 호주 정부는 영상 공개를 거부해왔다. 5년 동안 이어진 시 셰퍼드 컨저베이션 소사이어티와 호주 정부간의 법정 다툼 끝에 공개가 결정되었다. 사고 - 대한민국 서울대학교의 외국인 기숙사 신축 현장에서 화재가 발생했다. 이로 인하여 작업자 1명이 부상을 입고, 작업 중이던 6, 7층의 단열재 등이 불타는 피해가 발생하였다. 재해 - 2017년 아궁 산 분화: 아궁 산의 화산 활동이 계속되면서 발리 국제공항의 24시간 폐쇄 연장이 결정되었다. 전날(27일) 공항이 폐쇄되고, 하루 동안 관광객 약 6만여 명의 발이 묶였다. |  |      |
| 2017년 11월 28일 (화요일) |  | 편집 |

| 2017년 11월 28일 (화요일) |  | 편집 |

| \| 2017년 11월 29일 (수요일) \| \| 편집 \| |  |      |
| 군사 - 조선민주주의인민공화국이 새벽에 동해 바다를 향해 화성 15형 미사일을 발사하였다. 합동참모본부는 평안남도 평성 일대에서 고각으로 발사되었으며, 최대고도 4,500 km로, 약 960km 거리를 비행한 것으로 예상된다고 밝혔다. 대한민국에서는 문재인 대통령 주재로 국가안전보장회의(NSC)가 소집되었으며, 일본은 아베 신조 총리 주재로 NSC가 소집되었다. 한편, 유엔 안전 보장 이사회도 이와 관련한 긴급 회의를 소집하기로 하였다. 문화·예술 - 영국의 레스터 대학교 고고학자들이 율리우스 카이사르의 영국 침공(Caesar's invasions of Britain)에 관련하여 켄트 주의 페그웰 만(Pegwell Bay)에서 공격이 시작된 고고학적 증거를 발견하였다고 밝혔다. 사회 - 대한민국 경상남도 하동군의 전통차(茶)농업이 세계중요농업유산에 등재되었다. 2014년 등재된 '청산도 구들장 논', '제주 밭담 농업시스템'에 이어 대한민국에서는 세 번째이다. 2년 동안 식량 농업 기구(FAO)의 서류 조사 및 현지 조사를 거쳤다. 세계중요농업유산은 2017년 10월 기준으로 17개국 38개 유산이 등재되어있다. 법과 범죄 - 구유고슬라비아 국제형사재판소(ICTY)에서 재판을 받던 슬로보단 프랄랴크(Slobodan Praljak)가 재판 도중에 독극물을 마시고 숨졌다. 프랄략은 징역 20년형을 선고받자 이에 항의하며 독극물을 마셨고, 병원으로 후송되었으나 숨졌다. 프랄략은 보스니아 내전 당시 크로아티아의 사령관으로 무슬림을 학살한 작전 등에 관여한 혐의로 2004년 전범으로 기소되었으며, 네덜란드 헤이그의 구치소에서 13년간 복역해오며 재판을 받아왔다. 한편 ICTY는 이날 선고 공판이 마지막 재판이었으며, 연말에 해체가 예정되어 있었다. - 빅토리아 주가 오스트레일리아(호주)에서는 처음으로 안락사를 합법화하였다. 해당 법안은 2019년 6월 발효된다. 앞서 같은 달 17일 오스트레일리아 최대의 주인 뉴사우스웨일스 주에서는 관련 법안이 한 표 차이로 부결되었다. |  |      |
| 2017년 11월 29일 (수요일) |  | 편집 |

| 2017년 11월 29일 (수요일) |  | 편집 |

| \| 2017년 11월 30일 (목요일) \| \| 편집 \| |  |      |
| 경제·비즈니스 - 한국 은행이 기준금리를 0.25%p 인상한다고 발표하였다. 기준금리는 종전의 1.25%에서 1.50%로 인상되었으며, 이에 따라 시중 은행들도 대출 금리와 예금 금리를 인상한다. 2011년 6월 10일 마지막 인상(3.00%→3.25%) 이후 약 6년 5개월 만의 금리 인상이다. 2011년 6월 이후 꾸준히 인하된 기준금리는 2016년 6월 9일 1.25%까지 떨어졌으며, 지금까지 유지되어왔다. 사회 - 대한민국 검찰이 장출혈성 대장균에 오염됐을 우려가 있는 햄버거용 패티를 안전성 확인 없이 유통한 혐의로 맥도날드 납품사 관계자들에 대해 구속영장을 청구했다. |  |      |
| 2017년 11월 30일 (목요일) |  | 편집 |

| 2017년 11월 30일 (목요일) |  | 편집 |

| <          | 2017년 11월 | 2017년 11월 | 2017년 11월 | 2017년 11월 | 2017년 11월 | >            |
| 일         | 월          | 화          | 수          | 목          | 금          | 토           |
|            |             |             | 1 9.13 임진 | 2 14 계사   | 3 15 갑오   | 4 16 을미    |
| 5 17 병신  | 6 18 정유   | 7 19 무술   | 8 20 기해   | 9 21 경자   | 10 22 신축  | 11 23 임인   |
| 12 24 계묘 | 13 25 갑진  | 14 26 을사  | 15 27 병오  | 16 28 정미  | 17 29 무신  | 18 10.1 기유 |
| 19 2 경술  | 20 3 신해   | 21 4 임자   | 22 5 계축   | 23 6 갑인   | 24 7 을묘   | 25 8 병진    |
| 26 9 정사  | 27 10 무오  | 28 11 기미  | 29 12 경신  | 30 13 신유  |             |              |

| - 2017년 - 12월 - 11월 - 10월 편집하기 |